# Bahita aguasina
Bahita aguasina är en insektsart som beskrevs av Keti Maria Rocha Zanol 1996. Bahita aguasina ingår i släktet Bahita och familjen dvärgstritar. Inga underarter finns listade i Catalogue of Life.